# Versuchszentrum Laimburg

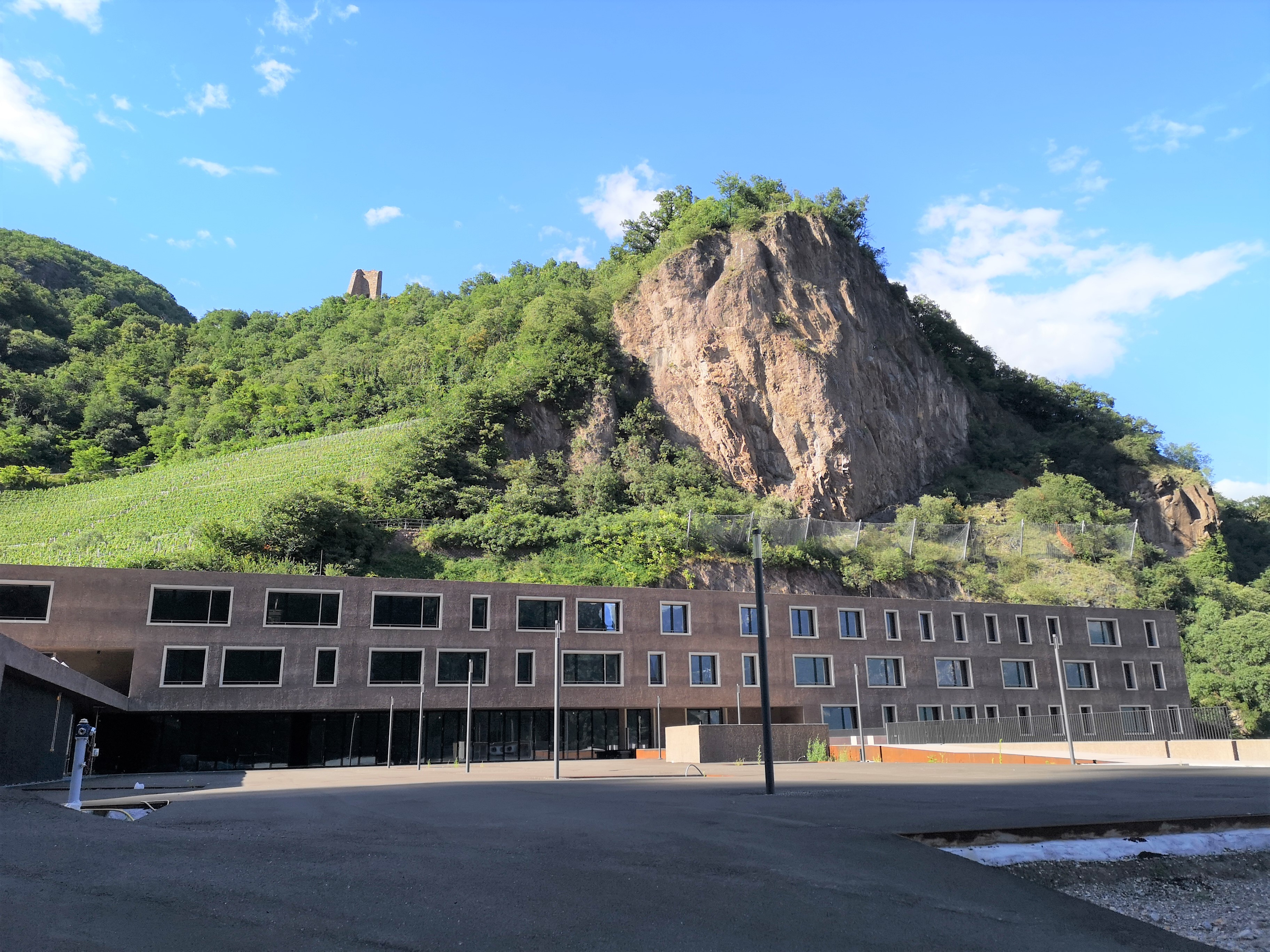
Das Versuchszentrum Laimburg gegen den Mitterberg und die Ruine der Laimburg

Das Versuchszentrum Laimburg ist eine landwirtschaftliche Forschungseinrichtung am Fuß des Mitterbergs in der Gemeinde Pfatten in Südtirol. Die sehr praxisorientierte Einrichtung wird in erster Linie durch öffentliche Mittel finanziert. Das Versuchszentrum soll der Nachhaltigkeit und Wettbewerbsfähigkeit der Südtiroler Landwirtschaft dienen, für die es auch konkrete Dienstleistungen erbringt wie etwa das Erstellen von Laboranalysen.

## Gliederung
Die interne Gliederung spiegelt die Forschungsschwerpunkte der Einrichtung wider. Es bestehen folgende vier Institute:
- Institut für Obst- und Weinbau,
- Institut für Pflanzengesundheit,
- Institut für Agrikulturchemie und Lebensmittelqualität,
- Institut für Berglandwirtschaft und Lebensmitteltechnologie.

Mit dem Laimburg Journal gibt das Versuchszentrum seit 2019 ein eigenes wissenschaftliches Periodikum heraus.

## Geschichte
Das Versuchszentrum wurde 1975 mit Südtiroler Landesgesetz offiziell gegründet. Die Standortwahl war in der Lage der ersten erworbenen Versuchsflächen begründet. In den 1970er und 1980er Jahren konnte der Grundbesitz durch die Übernahme von landwirtschaftlichen Flächen in allen Südtiroler Landesteilen erheblich erweitert werden, so etwa bei Bruneck, Meran, Kaltern, Brixen, Auer und Eyrs. Ab 1984 erfolgte der Aufbau einer Fachbibliothek. In den 1990er Jahren war das Versuchszentrum mit der Anlage der Gärten von Schloss Trauttmansdorff betraut. 2013 wurde das Versuchszentrum Laimburg zu einer vom Land Südtirol geführten Körperschaft und 2019/20 um einen großzügigen Neubau – nach Entwurf der Stuttgarter Architekten Jens Oberst und Regina Kohlmayer – auf dem Areal des Stadlhofes erweitert.

## Sonstiges
Benannt ist das Versuchszentrum nach der Laimburg, einer am Kreiter Sattel westlich über der Anlage befindlichen Burgruine. Unmittelbar neben den Gebäuden der Forschungseinrichtung befindet sich das bronze- bis eisenzeitliche Gräberfeld Stadlhof.
Die Produkte der Weinbauanlagen werden in einer betriebseigenen Kellerei vinifiziert und anschließend unter dem Label Landesweingut Laimburg vermarktet. In direkter Nachbarschaft zum Versuchszentrum bestehen mit einer deutschsprachigen und einer italienischsprachigen Fachschule für Obst-, Wein- und Gartenbau zwei berufsbildende Schulen.